# بخش کلارک (شهرستان کوشوکتون، اوهایو)
بخش کلارک (به انگلیسی: Clark Township) یک منطقهٔ مسکونی در ایالات متحده آمریکا است که در شهرستان کوشاکتن، اوهایو واقع شده‌است.
 بخش کلارک ۶۵٫۹۲ کیلومتر مربع مساحت و ۵۸۶ نفر جمعیت دارد و ۲۵۴ متر بالاتر از سطح دریا واقع شده‌است.